# Golf van Campeche

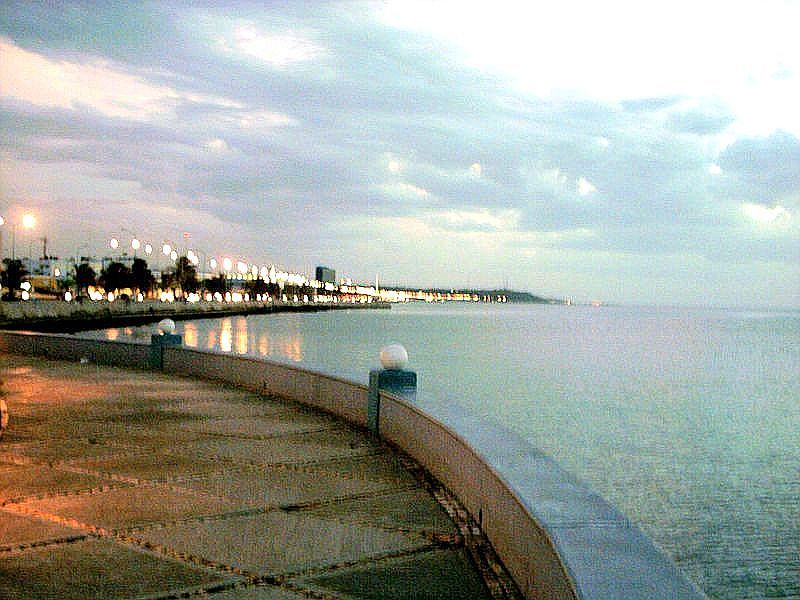
Golf van Campeche.

De Golf van Campeche (Spaans: Bahía de Campeche) is het zuidelijke deel van de Golf van Mexico. De Mexicaanse deelstaten Veracruz, Tabasco en Campeche grenzen aan de Golf.
De eerste Europeaan die de Golf van Campeche bevoer was Francisco Hernández de Córdoba in 1517.
Het Cantarellcomplex, het op een na productiefste olieveld ter wereld, bevindt zich onder de Golf van Campeche. Twee derde van Mexico's olieproductie vindt plaats in de Golf van Campeche. In 1979 vond hier het grootste olielek uit de geschiedenis plaats toen het platform Ixtoc I na een blowout bezweek.
In de zomermaanden is de Golf van Campeche een 'hot spot' voor het ontstaan van orkanen.